# Острое
Острое (укр. Гостре) — посёлок, входит в Селидовский городской совет Донецкой области Украины.
Население по переписи 2001 года составляло 885 человек. Почтовый индекс — 85493. Телефонный код — 6237. Код КОАТУУ — 1413846200.
21 сентября посёлок был захвачен ВС РФ.

## Местный совет
85490, Донецька обл., Селидівська міськрада, смт. Курахівка, вул. Комсомольська, 47, 2-21-01  (укр.)